# Playground
playground株式会社（プレイグラウンド、playground Co., Ltd.）は、日本のエンターテック企業である。2017年に設立され、スポーツ・エンターテインメント業界向けにデジタルトランスフォーメーション（DX）支援を行っている。

## 概要
playground株式会社は、スポーツ・エンターテインメント業界のデジタル技術活用を推進する企業である。電子チケット、ライブ配信、グッズ販売、NFT販売などを統合したクラウドサービス「MOALA」を開発・運営している。

## 事業内容
- エンタメDXクラウド「MOALA」 - チケット発券、ライブ配信、グッズ販売、NFTマーケットなどを統合したクラウドサービス。
- 生体認証技術「BioQR」 - イベント入場時の本人認証精度を向上させるQRコード認証技術。
- デジタルカプセルトイ「MOALA Gacha」 - 来場者限定のNFTや特典を提供するデジタルガチャシステム。

## 受賞歴
- Forbes 200 SUPERSTAR ENTREPRENEURS（2021年）
- すごいベンチャー100（2020年）
- 経済産業省「イベント参加者向けPCR検査実証事業」採択
- 内閣官房「ワクチン・検査パッケージ技術実証」選定